# Scholtenhuis

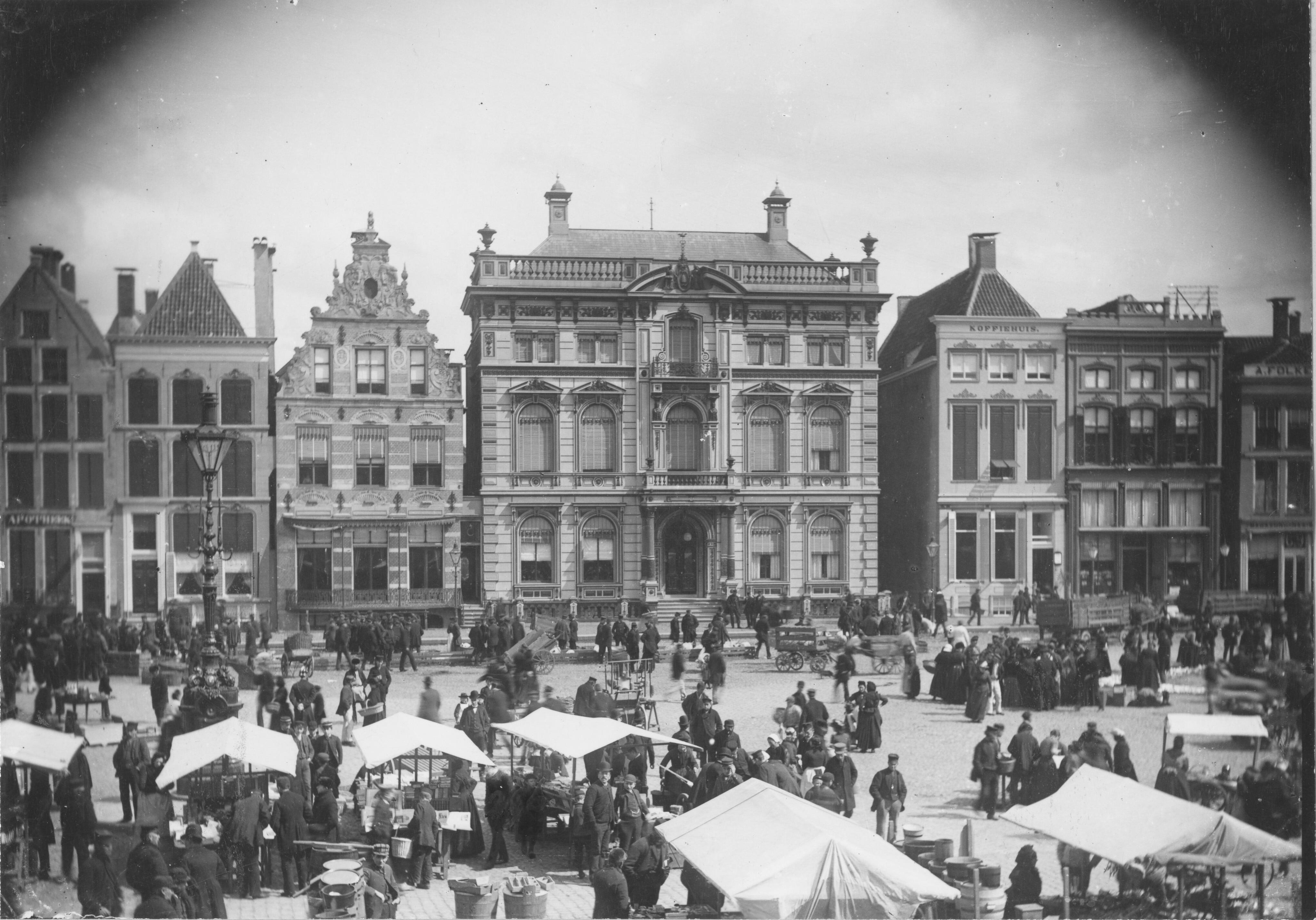
Das Scholtenhuis im Jahre 1895.

Das Scholtenhuis war ein repräsentatives Gebäude im niederländischen Groningen, das zwischen 1878 und 1881 erbaut wurde. Bauherr war der Industrielle Willem Albert Scholten. Von 1940 bis 1945, in der Zeit der deutschen Besetzung der Niederlande, diente es als lokale Außenstelle von Sicherheitspolizei (Sipo) und Sicherheitsdienst (SD). 1945 brannte es nach einer Explosion aus.

## Geschichte

### Das Gebäude vor 1940

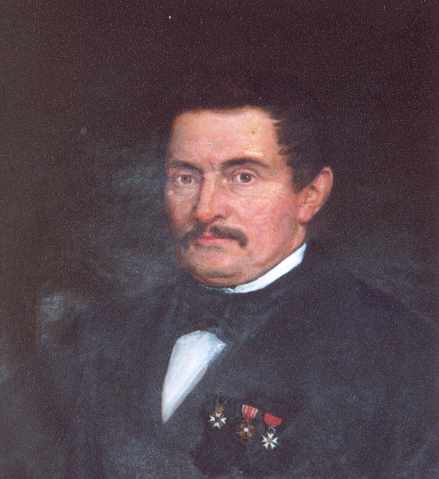
Bauherr Willem Albert Scholten

Bauherr des Scholtenhuis war der vermögende Industrielle Willem Albert Scholten (1819–1892). Das repräsentative Gebäude im eklektischen Stil war einem Patrizierhaus nachempfunden. Es wurde an der Ostseite des Grote Markt (Nr. 27), dem zentralen Platz in Groningen, zwischen 1878 und 1881 gegenüber dem Rathaus und neben der Martinikerk errichtet, wofür drei Wohnhäuser abgerissen wurden. Architekt war Jan Maris (1825–1899), der mehrere Häuser in den Niederlanden entwarf, die heute als Rijksmonument unter Denkmalschutz gestellt sind.
Scholten war Direktor von mehr als 20 Unternehmen, die unter anderem Kartoffelmehl, Zucker und Torfmull produzierten. Darüber hinaus besaß er Bauernhöfe und Moorgebiete. Er gilt als weltweit erster Landwirtschafts-Industrieller und als erster Niederländer, der ein multinationales Unternehmen aufbaute.
Scholten bezog mit seiner Frau Klaassien (1821–1893), geborene Sluis, die erste Etage des Hauses, sein Sohn Jan Evert (1849–1918) lebte mit seiner Familie im zweiten Stock. Auch befanden sich Büros in dem Gebäude. Nach dem Tod von Scholten und seinem Sohn wohnten Familienangehörige weiterhin im Scholtenhuis.

### Das Scholtenhuis während der Besatzung
Einen Monat nach der Besetzung der Niederlande im Mai 1940 wurde das Scholtenhuis von den deutschen Besatzern beschlagnahmt, und die Witwe von Jan Evert Scholten, Geessien Mulder (1852–1944), sowie die Familie ihres Sohnes mussten ausziehen. Die Besatzer richteten im Gebäude die Außendienststelle von Sipo und SD für die nördlichen Provinzen (Groningen, Friesland und Drenthe) ein. Das benachbarte historische Renaissance-Gebäude Huis Panser wurde von den Deutschen als Verwaltung genutzt. 1942 brachten die Besatzer Banner an dem Gebäude an: Auf dem einen befand sich ein großes „V“, auf dem anderen die Aufschrift „Victorie want Duitschland (sic) wint voor Europa op alle Fronten“, ein damals üblicher Propagandaslogan der Deutschen in den Niederlanden und Reaktion auf das Victory-Zeichen des britischen Premierministers Winston Churchill.

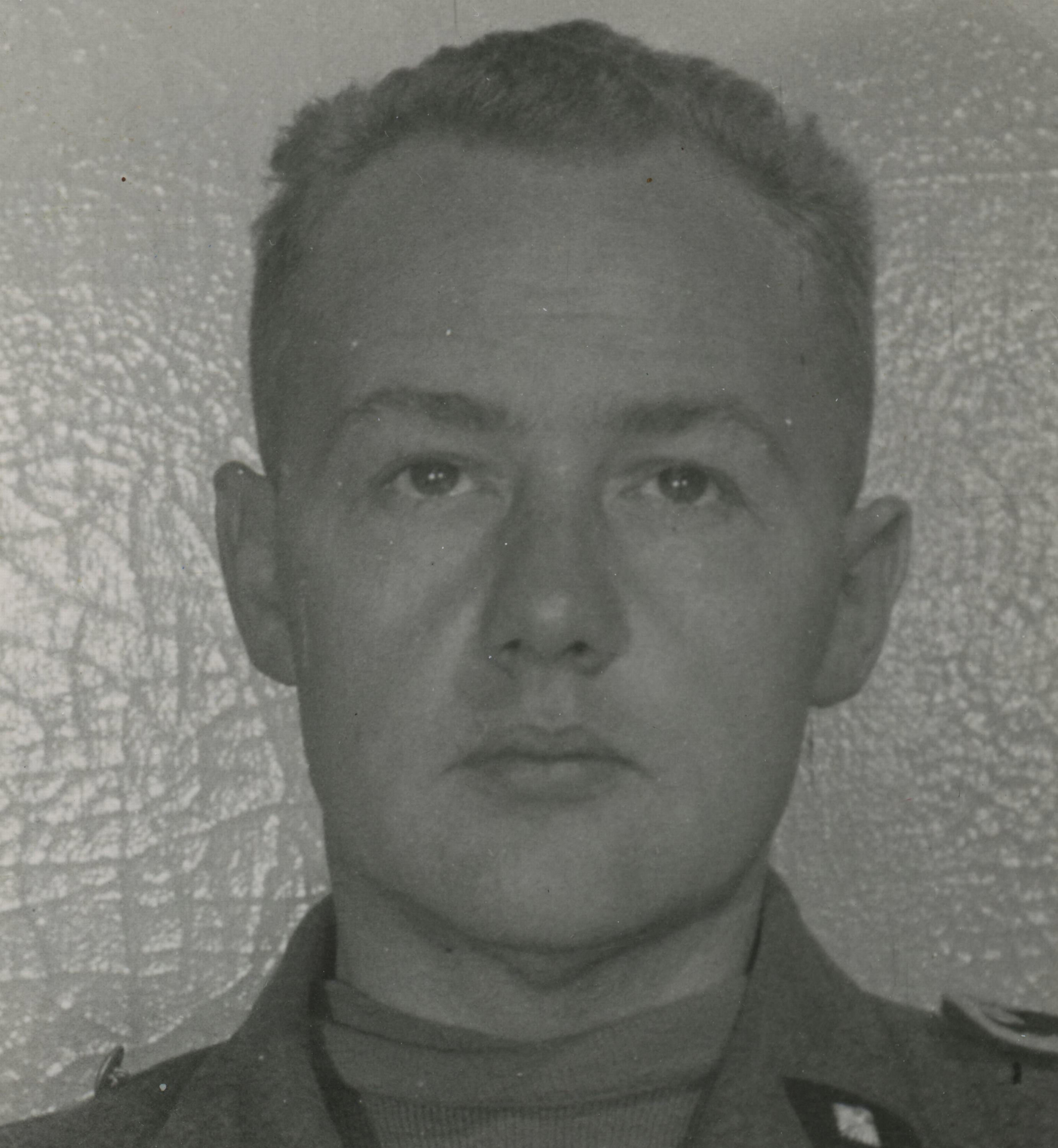
Robert Lehnhoff gehörte zu den SD-Angehörigen, die im Scholtenhuis Häftlinge folterten

In den kommenden fünf Jahren war das Scholtenhuis „één van de meeste gevreesde gebouwen“ („eines der am meisten gefürchteten Gebäude“), auch „Vorhof zur Hölle“ genannt. Die größte Abteilung im Gebäude bildete die Gestapo, die von Ernst Knorr und Robert Lehnhoff geleitet wurde.
Beide Männer galten als grausame Sadisten, die im Scholtenhuis Menschen folterten. Knorr erschoss zudem eigenhändig Deserteure und Widerstandskämpfer, darunter Esmée van Eeghen. Lehnhoff, der „Henker von Groningen“, folterte Häftlinge in einem nach hinten gelegenen Verhörraum neben seinem Büro, damit die Leute auf der Straße die Schreie nicht hören konnten. Der Vertreter des Reichskommissars Niederlande in den nördlichen Niederlanden, Hermann Conring, beschwerte sich beim Kommandeur des Scholtenhuis, Bernard Georg Haase, dass er wegen des Geschreis der Opfer, das aus Lehnhoffs Büro drang, nicht arbeiten könne. Lehnhoffs Assistent war der gebürtige Kölner Josef Kindel, der an Folterungen und Morden beteiligt war und seinen Hund auf Gefangene hetzte.
Lehnhoff schlug die Häftlinge mitunter so hart mit einem Gummiknüppel, dass ihnen der Kiefer brach oder sie ohnmächtig wurden. Auch wurde simuliertes Ertrinken als Foltermethode praktiziert. Frauen wurden nicht nur gefoltert, sondern zum Teil auch vergewaltigt. Auf dem Dachboden des Gebäudes wurden die Häftlinge – Frauen und Männer – zwischen den Verhören gefangen gehalten. Die Historikerin Monique Brinks von der Stichting Oorlogs- en Verzetscentrum Groningen vermutet, dass Groningen der Außenposten war, wohin wenig genehme Mitarbeiter abgeschoben wurden, wie etwa Ernst Knorr, der selbst seinen Gestapo-Kollegen als zu gewalttätig galt: Zu ihrem Ärger neigte er dazu, Gefangene, von denen man Informationen erhoffte, zu Tode zu quälen.
Insgesamt sollen die Deutschen aus dem Scholtenhuis für den Tod von mindestens 473 Menschen aus politischen Gründen verantwortlich gewesen sein. Von hier aus wurden auch die Deportationen von Juden aus dem Norden der Niederlande organisiert: Über 3000 jüdische Menschen wurden allein aus Groningen deportiert, von denen rund 150 den Holocaust überlebten.

### Nach dem Krieg

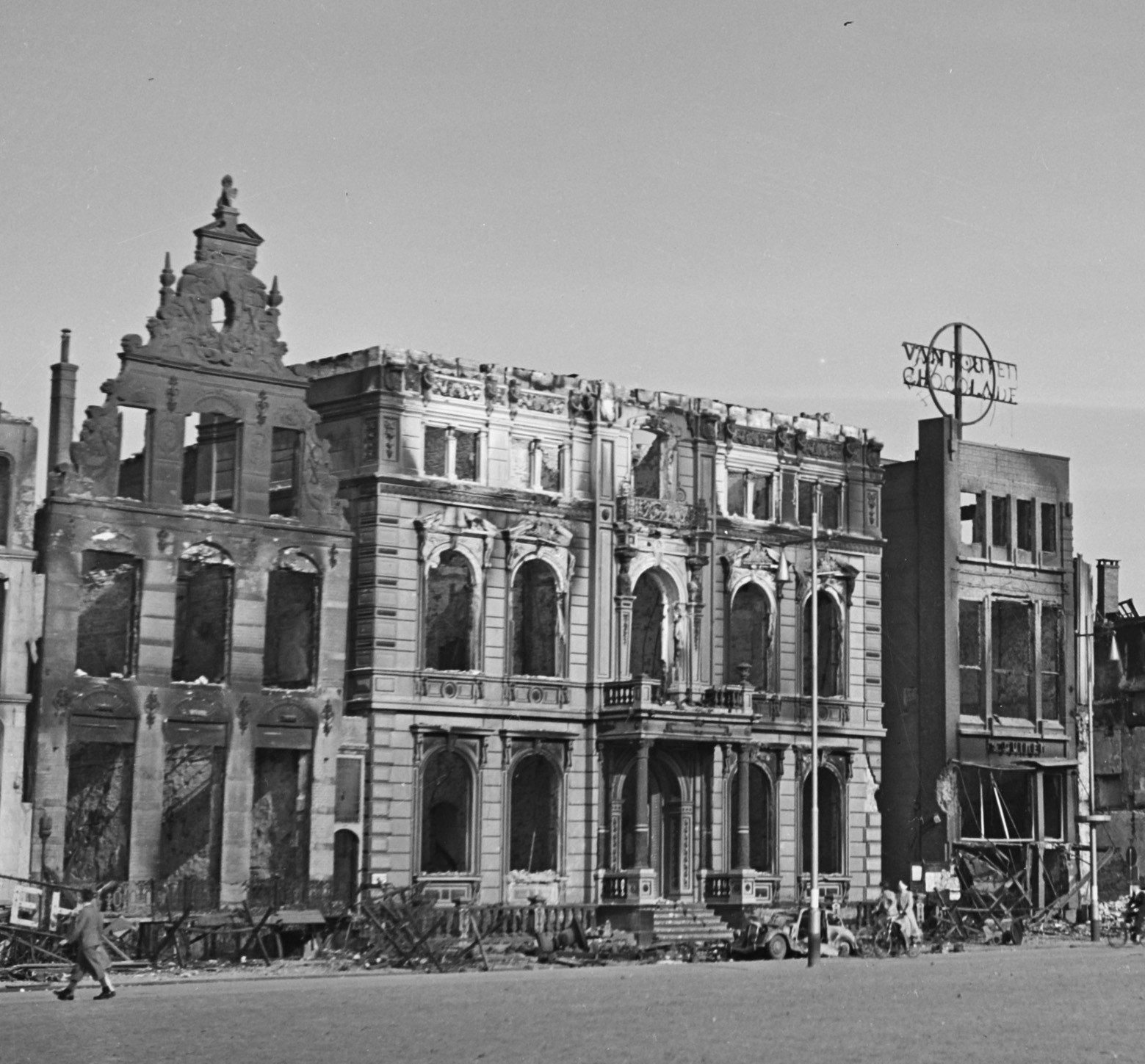
Das ausgebrannte Gebäude im April 1945, links daneben das Huis Panser

Am 15. April 1945 nahmen kanadische Truppen Groningen unter Beschuss, auf dem Grote Markt kam es zum offenen Kampf zwischen Deutschen und Kanadiern. Am Abend des Tages flog die im Scholtenhuis von den deutschen Besatzern gelagerte Munition mit zwei riesigen Explosionen in die Luft. Dabei brannte das Gebäude komplett aus.
Rund 130 Mitarbeiter von SiPo und SD aus dem Scholtenhuis flohen nach Schiermonnikoog, wo sie am 31. Mai 1945 festgenommen und anschließend vor Gericht gestellt wurden. Bernard Haase (1910–1968), der Kommandeur des Scholtenhuis, erhielt zunächst die Todesstrafe, doch Königin Juliana (1909–2004) begnadigte ihn, weil er sich häufig Gräueltaten widersetzt habe. Sein Urteil wurde in eine lebenslängliche Haft umgewandelt. Der Begnadigungsantrag von Lehnhoff, ebenfalls zum Tode verurteilt, wurde abgelehnt, und er wurde am 27. Juli 1950 hingerichtet. Ernst Knorr und Josef Kindel starben im Gefängnis vor ihren Prozessen. Der Niederländer Klaas Carel Faber, dessen Todesurteil in lebenslange Haft umgewandelt worden war, floh 1952 aus dem „Kuppelgefängnis“ in Breda nach Deutschland. Wegen seiner durch die SS-Mitgliedschaft erworbenen deutschen Staatsangehörigkeit wurde er nicht an die Niederlande ausgeliefert; er starb 2012 in Ingolstadt.

### Die neuen Gebäude

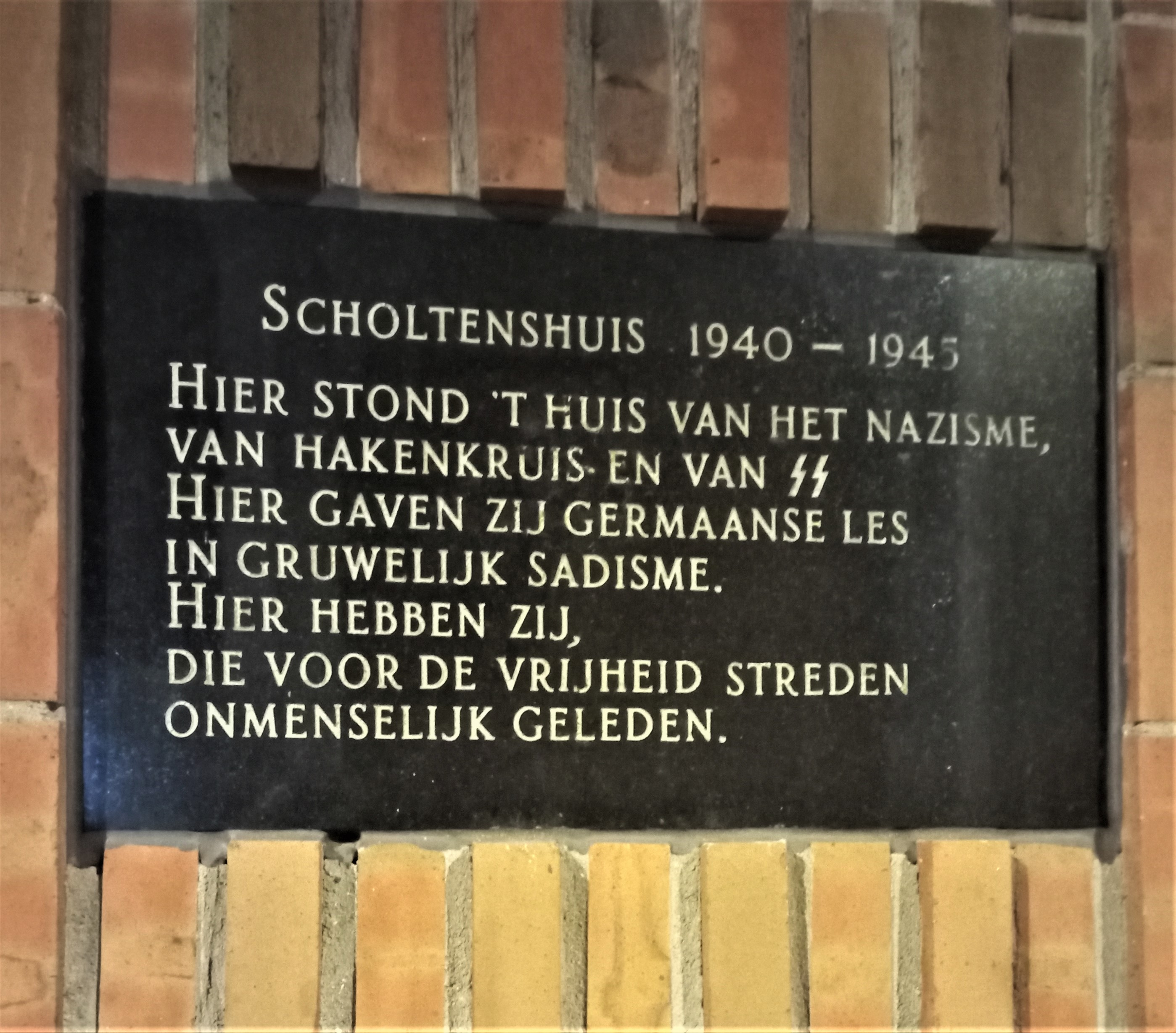
Gedenktafel, seit 2021 an der Naberstraat

1954 wurde am ehemaligen Standort des Scholtenhuis das Haus des Groninger Studentencorps Mutua Fides errichtet, das seinen Sitz zuvor an der Nordseite des Grote Markt gehabt hatte. Außer einer Gedenktafel erinnerte nichts an das Gebäude, das an dieser Stelle gestanden hatte. Ab 2008 wurden auf dem Grundstück Bauarbeiten durchgeführt, bei denen die Fundamente des ehemaligen Gebäudes freigelegt wurden. In der Folge wurde die Geschichte des Scholtenhuis von der Groninger Historikerin Monique Brinks in einer mehrbändigen Publikation aufgearbeitet. Möbel der Familie Scholten aus dem Scholtenhuis sind in einem eigenen Saal des Veenkoloniaal Museum in Veendam ausgestellt.
2014 wurde das Corps-Haus im Zuge einer großen Umgestaltung der Groninger Innenstadt abgerissen und ein neues Haus für die Verbindung errichtet. Da die Fluchtlinie nach vorne gezogen wurde, um den Marktplatz wieder zu verkleinern (er war nach dem Krieg vergrößert worden), erhebt sich das neue Forum Groningen, ein kulturelles Zentrum mit zahlreichen Einrichtungen, hinter dem ehemaligen Grundstück des Scholtenhuis; es wurde im November 2019 eröffnet. Eine neu angelegte Straße, die eine Zufahrt zum Forum bildet, trägt den Namen des Widerstandskämpfers Casper Naber, der sich nach Folterverhören im Scholtenhuis aus Furcht, andere Widerständler zu verraten, aus einem Fenster im Dachboden stürzte und starb.
Zur Darstellung der Geschichte des Scholtenhuis wurde die interaktive Internetseite scholtenhuis.nl erstellt. Die Gedenktafel wurde im September 2021 an der zur Naberstraat gelegenen Fassade eines neu errichteten Hotelgebäudes angebracht.